# Norway (New York)
Pour les articles homonymes, voir Norway.
Norway est une ville du comté d'Herkimer dans l'État de New York aux États-Unis.  Sa population était de 711 habitants au recensement de 2000, et de 762 en 2010.
La ville est située au nord-est d'Utica et elle borde l'Adirondack Park. La New York State Route 8 traverse le nord-ouest de Norway. 
Les premières installations datent de 1787 et la ville fut créée en 1792 juste après la création du comté d'Herkimer. Auparavant plus grande, elle fut subdivisée en plusieurs villes de moindre importance : Fairfield (1796), Russia (1806), Oshio (1823), Wilmurt (aujourd'hui disparue) et Webb (1836) ainsi qu'une partie de la ville de Newport (1836). 
En 1825, sa population était de 1168 personnes. 
Du fait de la pauvreté du sol, les premiers fermiers se tournèrent vers l'élevage laitier. En 1887, il existait ainsi six fabriques de fromage à Norway

## Quelques lieux
- Black Creek Reservoir -- un réservoir d'eau dans le nord de la ville .
- Dairy Hill -- Une élévation dans le sud-est de la ville.
- Gray -- un hameau à la limite nord de la ville sur la County Road 48.
- Hurricane -- un hameau dans le nord-ouest de la ville sur la NY-8.
- Norway -- le hameau de Norway près du centre de la ville.

## Source
- (en) Cet article est partiellement ou en totalité issu de l’article de Wikipédia en anglais intitulé « Norway, New York » (voir la liste des auteurs).